# Mariana Deac
Mariana Deac (n. 3 iunie 1970, Gânțaga) este o interpretă de folclor și muzică populară din zona Hunedoarei.
Mariana Deac s-a născut la 03.06.1970, Gânțaga, Facultatea de management. Are o carieră de 25 de ani și un frate mai mare. 
Mariana Deac este una dintre cele mai îndrăgite interprete de folclor din zona Hunedoarei. Descoperită de Marioara Murărescu în cadrul Serbărilor naționale de la Țebea care se desfășoară în fiecare an. De-a lungul carierei sale a participat la multe festivaluri și emisiuni TV, ajungand în scurt timp la sufletul omului prin melodiile sale. Primul premiu l-a câștigat la vârsta de 14 ani ,,Premiul tinereții la festivalul Interjudețean de folclor.” La 20 de ani face și prima imprimare la Radio Cluj, mentor fiindu-i profesorul Gelu Furdui.